# Chan Chan
"Чан Чан" (Chan Chan) је сон композиција, коју је написао Кубански музичар Компај Сегундо. Песма се врти око два централна лика, „Хуаните“ и „Чан Чана“. Ова песма је једна од последњих Компајевих композиција и написана је 1987. године. „Чан чан“ је више пута сниман у Компајевом извођењу, али је светски успех доживела када ју је Компај извео заједно са Елијадесом Очоом и Ибрахимом Ферером као прву песму на албуму Buena Vista Social Club. 

## Коментари
Компај Сегундо је о песми рекао:
Нисам компоновао „Чан чан“, сањао сам је. Ја сањам музику. Покаткад се пробудим са мелодијом у глави, чујем инструменте, све то врло јасно. Погледам са балкона и не видим никог, али чујем као да се свира на улици. Не знам шта је то. Једног дана сам се пробудио слушајући те четири нежне ноте, додао сам стихове инспирисане дечјом причом из мог детињства,„Хуанита и Чан Чан“, и, видите, сада се она свуда пева.
Најкомплетније објашњење песме  каже:
'Песма се односи на човека и жену (Чан Чан и Хуанита) који граде кућу, и одлазе на плажу да покупе нешто песка.
Чан Чан прикупља песак у 'jibe' (мали бродић). Хуанита протреса песак, и радећи то, тресе се и сама, чинећи Чан Чана узбуђеним. [...] Порекло ове приче је фармерска песма коју је Компај научио кад је имао 12 година.'
Један мотив се више пута понавља кроз песму:
| De Alto Cedro voy para Marcané Llego a Cueto voy para Mayarí |  | Из Алто Седра идем за Маркане Стижем у Куето, настављам ка Мајареу. |

Алто Седро, Маркане, Куето и Мајари, су четири града који су близу један другом у провинцији Холгуин, у источном делу Кубе.

## Линкови
- Guitar strings[мртва веза]
- Language Resource Center: Buena Vista Social Club
- A 30' sound clip is available at Cuba Music